# Giro Media Blenio
Il Giro Media Blenio è una corsa podistica che si svolge annualmente nel giorno di Pasquetta nel villaggio ticinese di Dongio in Svizzera. La manifestazione riservata agli atleti internazionali ha il nome di Grand Prix.

## Storia

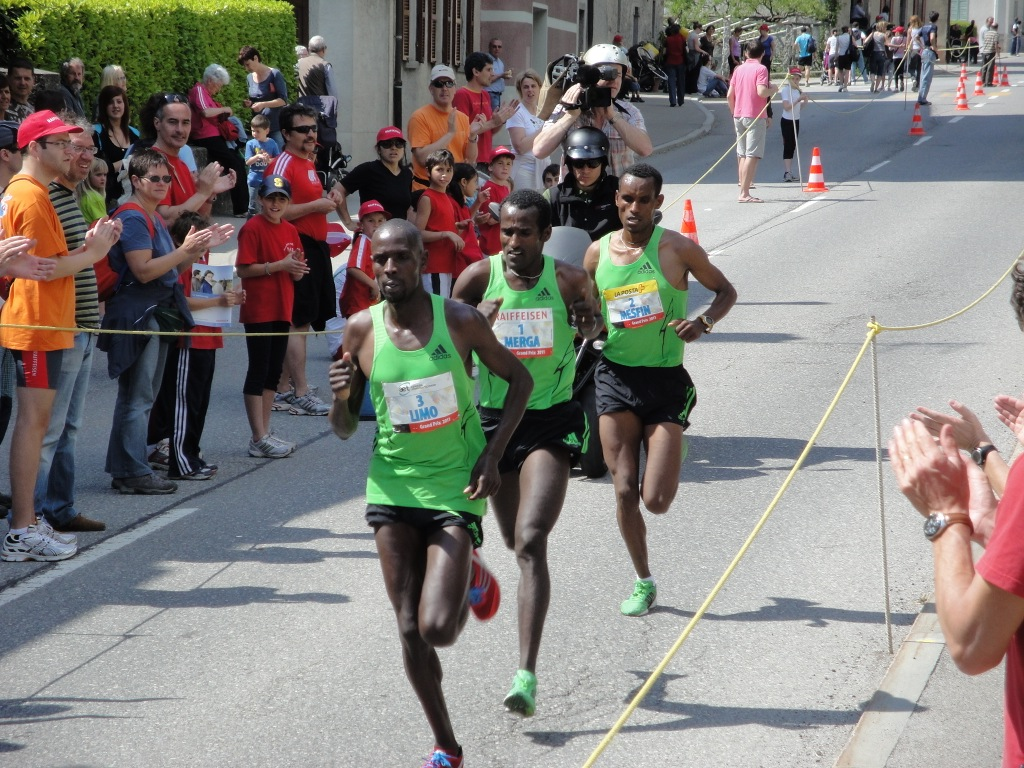
Philemon Limo, Imane Merga e Hunegnaw Mesfin durante l'edizione 2011

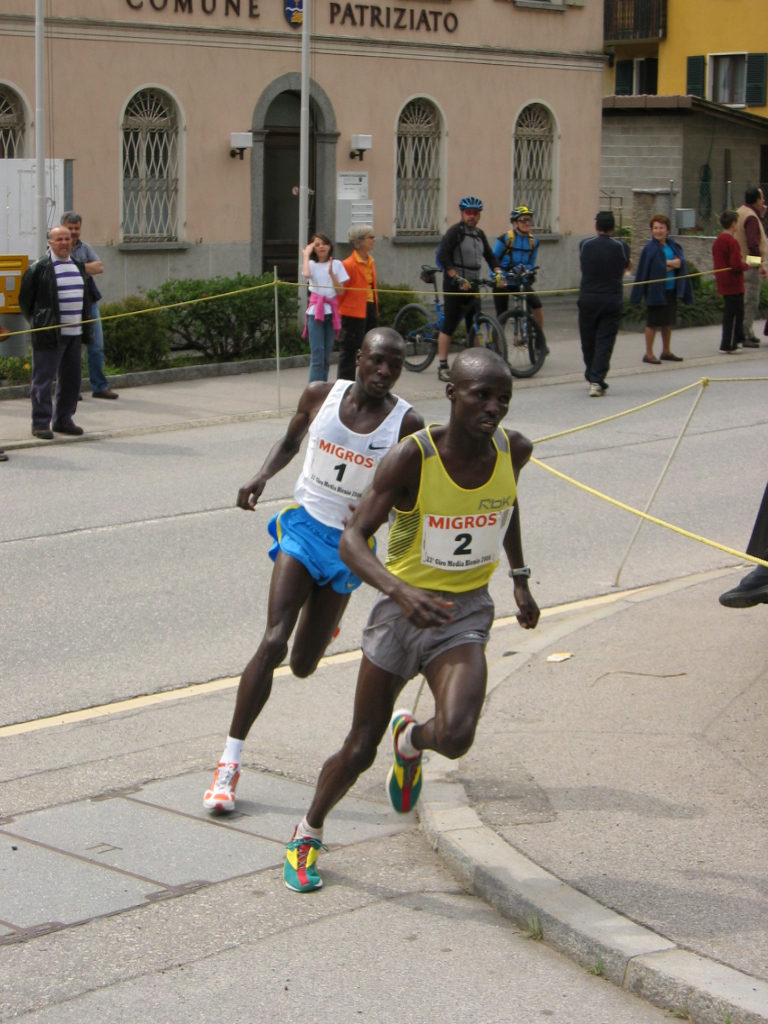
Edwin Soi (2) e Moses Mosop (1) durante l'edizione 2006

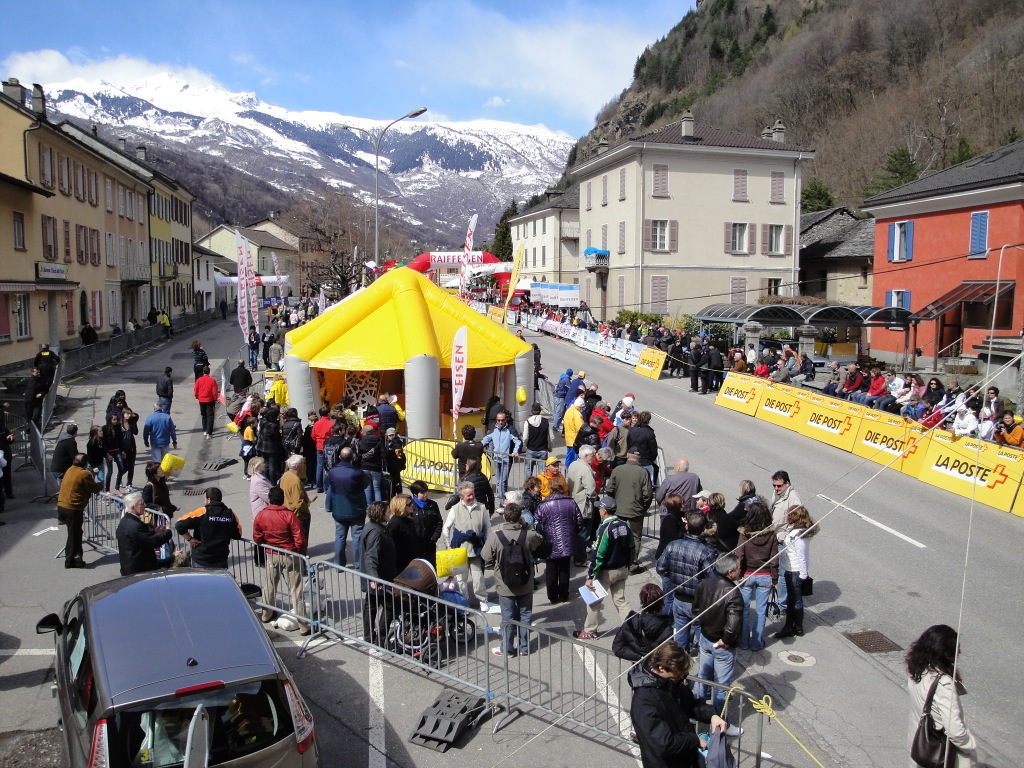
Dongio, zona di partenza ed arrivo del Giro Media Blenio

La corsa è nata sullo slancio dato da Markus Ryffel che durante le Olimpiadi del 1984 vinse l'argento sui 5000 m per la Svizzera. L'atleta svizzero partecipò svariate volte alla manifestazione vincendo l'edizione del 1986, mentre nel 1985 e nel 1987 arrivò secondo.

La manifestazione è suddivisa su due giorni, la domenica corrono i giovanissimi mentre il lunedì vanno di scena prima i popolari la mattina, poi il Grand Prix per gli atleti internazionali nel pomeriggio. Il Grand Prix è riservato agli atleti che ricevono un invito da parte degli organizzatori. Nella sua nuova versione gli eventi della manifestazione si tengono tutti nella stessa giornata.

Dalla prima alla nona edizione la corsa si disputò su di un percorso unico di 11 km per gli uomini e donne (dal 1985 al 1987) con partenza in massa (élite e popolari assieme). Dal 1988 al 1993 per le donne il percorso è stato ridotto ad 8 km, nel 1994 era di 10 km e dal 1995 al 2006 di 5 km. A partire dalla decima edizione, quella del 1994, si è passati alla versione Grand Prix su circuito da 1,25 km da ripetersi più volte per un totale di 10 km per gli uomini e 5 km per le donne. Dal 2007 il Grand Prix femminile non viene più disputato.

Nel 1989 parteciparono i primi atleti africani alla corsa e fu subito un successo, si impose infatti il keniano Moses Tanui. L'anno successivo, il 1990, fu l'ultimo successo di un atleta non africano, vinse infatti il britannico Mark Rowland. Dal 1991 il vincitore maschile proviene sempre dal continente africano. L'edizione più memorabile è sicuramente quella del 1994 (l'anno della prima edizione in stile Grand Prix) in cui la gara si decise in una lunga volata a tre tra Haile Gebrselassie, Paul Tergat e il quasi "sconosciuto" William Sigei con quest'ultimo ad avere la meglio per mezzo secondo su Gebrselassie e sei secondi su Tergat. Questo testa a testa tra questi campioni quell'anno portò al record del percorso di 27,34 che resiste fino ad oggi.

Il Giro Media Blenio è diventato col tempo una delle gare più prestigiose a livello mondiale tanto da piazzarsi tra le gare più competitive di sempre a livello assoluto.Dopo l’annullamento di tre edizioni (dal 2020 al 2022) la manifestazione ritorna nel 2023  con la vittoria del neozelandese Jake Robertson .

## Percorso

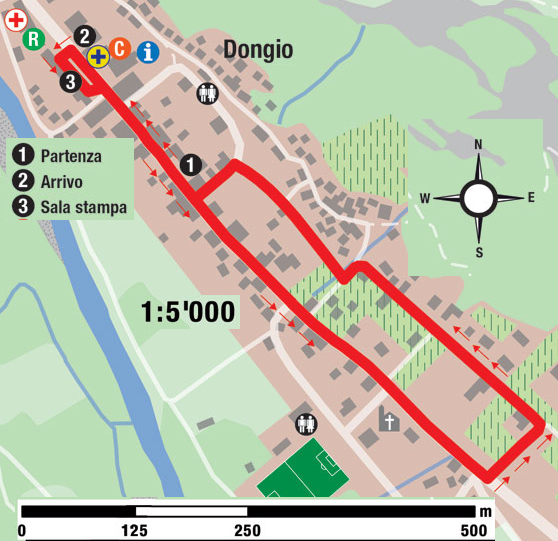
Percorso del Grand Prix Giro Media Blenio

Il percorso del Gran Prix (non assolutamente pianeggiante) si svolge attorno al villaggio di Dongio su di un anello da ripetersi 8 volte per un totale di 10 km (vedi foto), mentre il giro popolare, con partenza ed arrivo a Dongio tocca i villaggi o le frazioni di Roccabella, San Remigio, Marogno, Motto Blenio, Ludiano per poi ritornare nuovamente a Dongio.

## Albo d'oro

### Maschile

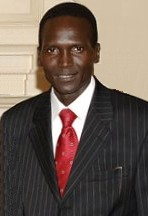
Paul Tergat vincitore per tre volte delle corsa Bleniese

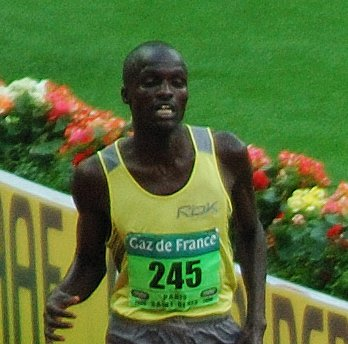
Edwin Soi è l'unico ad aver vinto per quattro volte la corsa

| Edizione | Km | Anno | Oro                | Tempo   | Argento              | Tempo   | Bronzo               | Tempo   |
| -------- | -- | ---- | ------------------ | ------- | -------------------- | ------- | -------------------- | ------- |
| 1        | 11 | 1985 | Dietmar Millonig   | 33'31"  | Markus Ryffel        | 33'33"  | Thomas Wessinghage   | 34'34"  |
| 2        | 11 | 1986 | Markus Ryffel      | 33'07"  | Dietmar Millonig     | 33'11"  | Pierre Délèze        | 33'20"  |
| 3        | 11 | 1987 | Dietmar Millonig   | 33'01"  | Markus Ryffel        | 33'09"  | Christoph Herle      | 33'21"  |
| 4        | 11 | 1988 | Christoph Herle    | 32'36"  | Hugh Jones           | 32'41"  | Manuel de Oliveira   | 32'46"  |
| 5        | 11 | 1989 | Moses Tanui        | 31'51"  | Boniface Merande     | 31'53"  | Wilfred Kirochi      | 32'22"  |
| 6        | 11 | 1990 | Mark Rowland       | 32'59"  | Lubomír Tesáček      | 33'00"  | Manuel de Oliveira   | 33'36"  |
| 7        | 11 | 1991 | Adrew Sambu        | 32'21"  | Jan Huruk            | 32'34"  | Markus Ryffel        | 32'35"  |
| 8        | 11 | 1992 | Barnaba Korir      | 33'23"  | Richard Kosgei       | 33'26"  | Patrick Sang         | 33'28"  |
| 9        | 11 | 1993 | Paul Tergat        | 31'49"  | Andrew Masai         | 31'50"  | Arnold Mächler       | 32'43"  |
| 10       | 10 | 1994 | William Sigei      | 27'33"  | Haile Gebrselassie   | 27'33"5 | Paul Tergat          | 27'39"  |
| 11       | 10 | 1995 | Haile Gebrselassie | 28'02"  | Paul Tergat          | 28'23"  | Shem Kororia         | 28'41"  |
| 12       | 10 | 1996 | Paul Tergat        | 28'36"  | Ismael Kirui         | 28'37"  | James Songok         | 28'38"  |
| 13       | 10 | 1997 | Paul Tergat        | 28'19"  | Bernard Barmasai     | 28'33"  | Paul Kosgei          | 28'41"  |
| 14       | 10 | 1998 | Paul Koech         | 28'29"  | Paul Kosgei          | 28'36"  | Worku Bekila         | 28'49"  |
| 15       | 10 | 1999 | Evans Rutto        | 28'37"  | Patrick Ivuti        | 28'38"  | Paul Kosgei          | 28'39"  |
| 16       | 10 | 2000 | Robert Kipkorir    | 29'02"  | Patrick Ivuti        | 29'03"  | Paul Kosgei          | 29'06"  |
| 17       | 10 | 2001 | Paul Kosgei        | 28'13"  | Charles Kamathi      | 28'14"  | Robert Kipkorir      | 28'30"  |
| 18       | 10 | 2002 | Benson Barus       | 29'27"  | Nicholas Kemboi      | 29'28"  | Philip Mosima        | 29'31"  |
| 19       | 10 | 2003 | John Yuda          | 28'41"  | Patrick Ivuti        | 28'44"  | John Korir           | 28'48"  |
| 20       | 10 | 2004 | Richard Limo       | 28'51"5 | John Korir           | 28'51"8 | Paul Kosgei          | 28'52"  |
| 21       | 10 | 2005 | Paul Kimugul       | 28'35"  | Patrick Ivuti        | 28'53"  | Eliud Kirui          | 29'00"  |
| 22       | 10 | 2006 | Edwin Soi          | 28'27"3 | Moses Mosop          | 28'27"6 | Paul Kimugul         | 28'47"  |
| 23       | 10 | 2007 | Edwin Soi          | 28'24"  | Micah Kogo           | 28'27"  | Abraham Chebii       | 28'32"  |
| 24       | 10 | 2008 | Edwin Soi          | 28'59"  | Moses Mosop          | 29'01"  | Kiplimo Kimutai      | 29'04"  |
| 25       | 10 | 2009 | Moses Mosop        | 28'52"  | Wilson Kiprop        | 29'21"  | Josè Manuel Martinez | 29'22"  |
| Edizione | Km | Anno | Oro                | Tempo   | Argento              | Tempo   | Bronzo               | Tempo   |
| 26       | 10 | 2010 | Imane Merga        | 29'02"  | Moses Mosop          | 29'05"2 | Richard Matelong     | 29'05"3 |
| 27       | 10 | 2011 | Imane Merga        | 28'17"  | Philemon Limo        | 28'21"  | Hunegnaw Mesfin      | 28'33"  |
| 28       | 10 | 2012 | Edwin Soi          | 28'31"  | Thomas Longosiwa     | 28'34"  | Geoffrey Ngugi       | 28'47"  |
| 29       | 10 | 2013 | Muktar Edris       | 28'10"  | Imane Merga          | 28'23"  | Kiprop Limo          | 28'34"  |
| 30       | 10 | 2014 | Cornelius Kangogo  | 28'14"  | Thomas Longosiwa     | 28'17"  | Guye Adola           | 28'21"  |
| 31       | 10 | 2015 | Victor Chumo       | 28'19"  | Muktar Edris         | 28'21"  | Tamirat Tola         | 28'26"  |
| 32       | 10 | 2016 | Muktar Edris       | 28'22"  | Simon Tesfay         | 28'26"  | Geofry Korir         | 28'31"  |
| 33       | 10 | 2017 | Cornelius Kangogo  | 28'13"  | Jairus Birech        | 28'14"  | Ismail Juma          | 28'58"  |
| 34       | 10 | 2018 | James Kibet        | 28'27"  | Geofrey Korir        | 28'33"1 | Cornelius Kangogo    | 28'33"8 |
| 35       | 10 | 2019 | Milkesa Mengesha   | 27'46"  | Haile Telahun Bekele | 27'52"  | Muktar Edris         | 27'56"  |

### Femminile
| Edizione | Km | Anno | Oro                       | Tempo  | Argento               | Tempo  | Bronzo              | Tempo  |
| -------- | -- | ---- | ------------------------- | ------ | --------------------- | ------ | ------------------- | ------ |
| 1        | 11 | 1985 | Helen Weissinghage        | 40'11" | Therese Schreiber     | 43'57" | Ruth Graf           | 45'07" |
| 2        | 11 | 1986 | Cornelia Bürki            | 38'15" | Martine Oppliger      | 38'55" | Sandra Gasser       | 39'16" |
| 3        | 11 | 1987 | Debbie Elsmore            | 38'19" | Martine Oppliger      | 38'24" | Genoveva Eichenmann | 39'44" |
| 4        | 8  | 1988 | Martine Oppliger          | 29'12" | Marico Ducret         | 29'53" | Helen Eschler       | 30'03" |
| 5        | 8  | 1989 | Isabella Moretti          | 27'10" | Martine Bouchonneau   | 27'20" | Daria Nauer         | 28'19" |
| 6        | 8  | 1990 | Sandra Gasser             | 27'29" | Alena Mocariova       | 27'56" | Martine Bouchonneau | 28'00" |
| 7        | 8  | 1991 | Alena Mocariova           | 26'57" | Grazyna Kowina        | 27'16" | Daria Nauer         | 27'34" |
| 8        | 8  | 1992 | Jane Ngotho               | 27'26" | Daria Nauer           | 27'55" | Alena Mocariova     | 33'28" |
| 9        | 8  | 1993 | Pamela Chepchumba         | 26'52" | Alena Mocariova       | 27'40" | Helen Mutai         | 27'52" |
| 10       | 10 | 1994 | Merima Denboba            | 33'41" | Adere Berhane         | 33'59" | Alena Mocariova     | 35'34" |
| 11       | 5  | 1995 | Sally Barsosio            | 16'10" | Margareth Ngotho      | 16'20" | Maria Guida         | 16'34" |
| 12       | 5  | 1996 | Annemarie Sandell         | 15'48" | Ursula Jeitziner      | 16'14" | Florence Barsosio   | 16'27" |
| 13       | 5  | 1997 | Lydia Cheromei            | 15'43" | Sally Barsosio        | 16'15" | Florence Barsosio   | 16'26" |
| 14       | 5  | 1998 | Adere Berhane             | 16'13" | Una English           | 16'37" | Franziska Moser     | 16'47" |
| 15       | 5  | 1999 | Joseth Restituta          | 16'07" | Jane Ngotho           | 16'09" | Rita Jeptoo         | 16'46" |
| 16       | 5  | 2000 | Rose Cheruiyot            | 15'55" | Ruth Kutol            | 16'08" | Margaret Atononyang | 16'10" |
| 17       | 5  | 2001 | Isabelle Ochichi          | 15'41" | Irene Kwambai         | 15'49" | Iness Chenonge      | 15'55" |
| 18       | 5  | 2002 | Merima Denboba            | 16'23" | Alice Chelangat       | 16'24" | Iness Chenonge      | 16'38" |
| 19       | 5  | 2003 | Joan Jepkorir Aiyabei     | 16'02" | Peninah Chepchumba    | 16'11" | Rita Jeptoo         | 16'12" |
| 20       | 5  | 2004 | Alice Timbilil            | 15'55" | Joan Jepkorir Aiyabei | 15'57" | Edith Masai         | 16'04" |
| 21       | 5  | 2005 | Alice Timbilil            | 15'31" | Irene Kwambai         | 15'38" | Docus Insikuru      | 15'59" |
| 22       | 5  | 2006 | Priscah Jepleting Cherono | 15'54" | Beatrice Jepchumba    | 15'55" | Ayalew Ymer         | 15'56" |

## Atleti partecipanti
Ecco un elenco di altri famosi atleti che hanno partecipato alla manifestazione (tra parentesi l'anno di partecipazione). Il livello elevato della competizione non ha però permesso loro di piazzarsi sul podio della manifestazione.
Uomini:
- Loris Pimazzoni (1988-1989)
- Renato Gotti (1988-1997-1999)
- Walter Durbano (1989)
- Gianni De Madonna (1989)
- Osvaldo Faustini (1989-1991-1992-1993-1995-1996)
- Markus Hacksteiner (1990-1991-1994-1995)
- Julius Kariuki (1990)
- Arthur Castro (1994)
- Salvatore Bettiol (1994)
- André Bucher (1995)
- Umberto Pusterla (1996)
- Apolonio Gabino (1997)

- Migidio Bourifa (1997-2010)
- Gennaro Di Napoli (1998)
- Alessandro Lambruschini (1998)
- Viktor Röthlin (1998-2014)
- Khalid Skah (1999-2000)
- Roberto Barbi (1999)
- Serhij Lebid' (2000-2001-2009-2012-2013-2018)
- Gabriele De Nard (2002-2005-2013)
- Giuliano Battocletti (2005)
- Tadesse Abraham (2005-2006-2007)
- Stefano Baldini (2009)
- Stefano La Rosa (2015)

Donne:
- Fabiola Rueda (1989-1992)
- Margaret Okayo (1997-2002)
- Jana Kucerikova (1991-1993-1995-1997-1998-1999)